# Виа Понтика
Виа Понтика (на латински: Via Pontica, Черноморски път) е древен римски път, който минава покрай Черно море. Започва от Константинопол и минава през Аполония, Дебелт, Анхиало, Месемврия, Одесос, Бизон (в наши дни в България), Калатис, Томи и Истрос (днес в Румъния).

## Орнитология
Днес Виа Понтика е наименованието и на един от главни маршрути на миграция на птиците от Европа към Африка. Минава през територията на България — над Странджа и по бреговата ивица на Черно море. Този маршрут следват много видове грабливи, водолюбиви и пойни птици, измежду които 78% от всички бели щъркели и цялата популация на розов пеликан в Европа, както и изключително редките видове царски орел, египетски и белоглав лешояд.
Един от пунктовете по Виа Понтика, където мигриращите птици традиционно спират да почиват, а някои и остават да зимуват и гнездят, са Бургаските влажни зони. През 2001 година на южния бряг на езерото в специално укритие е изграден пункт, където орнитолози от БАН и Българското дружество за защита на птиците и цяла Европа се стичат, за да наблюдават птиците, т.нар. birdwatching.
Друга голяма „спирка“ за мигриращите птици е местността Болата на север от нос Калиакра, където могат да се видят червеногърби сврачки, черногърби и ориенталски каменарчета, качулати корморани, алпийски бързолети, розови скорци, дебелоклюни и късопръсти чучулиги, бели щъркели, пеликани и жерави.
Освен Виа Понтика, през България минава и още една въздушна магистрала на прелетните птици: Виа Аристотелис (Задбалканския път) през долината на река Струма, Софийското поле и Искърското дефиле.